# Брунело (Ливорно)
Брунело је насеље у Италији у округу Ливорно, региону Тоскана.
Према процени из 2011. у насељу је живело 19 становника. Насеље се налази на надморској висини од 87 м.